# Камарина (Превеза)
Камари́на (греч. Καμαρίνα) — село в Греции. Административно относится к общине Превеза в периферийной единице Превеза в периферии Эпир. Расположено на высоте 343 м над уровнем моря, у подножья горы Залонгон (773,5 м), к западу от Арты и Луроса, к северо-западу от Амфилохии, к северу от Превезы, к юго-западу от Янины и Филипьяса. Население 243 человека по переписи 2011 года.

## История

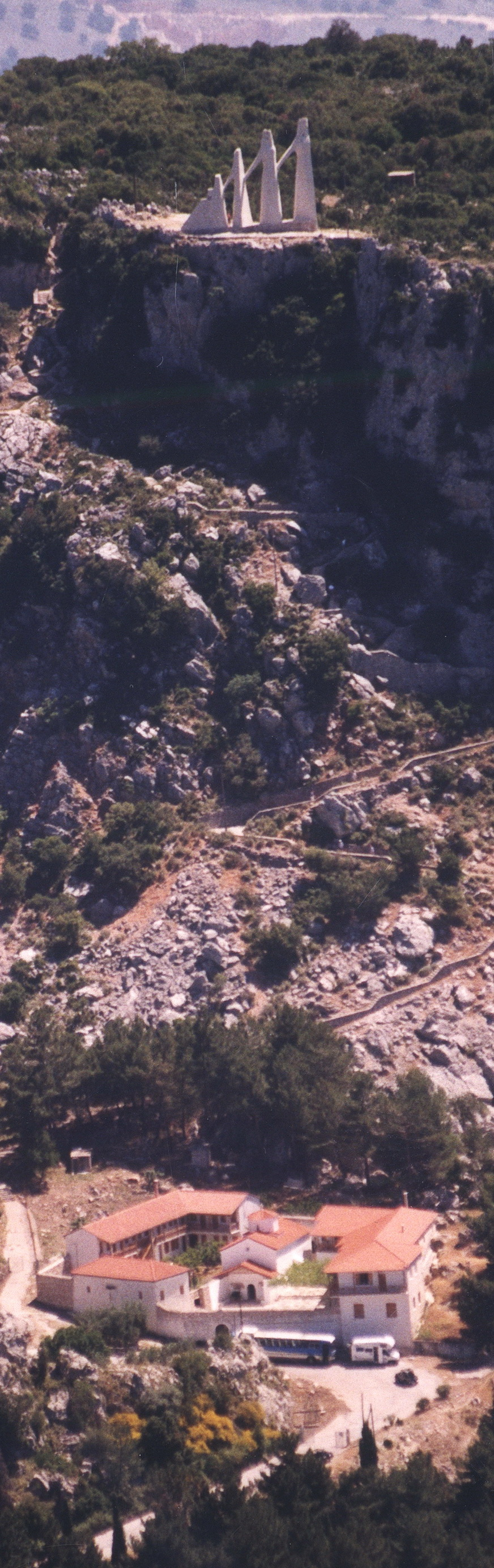
Вид на монумент (скульптор Й. Зонголопулос, архитектор П. Карадинос) и монастырь Залонгу

На территории села, на склоне горы Залонгон расположены руины древнего города Кассопа.
В 1803 году Али-паша Тепеленский объявил войну сулиотам. Сулиоты первоначально побеждали 10-тысячную армию, но в декабре капитулировали. По договору сулиоты изгонялись из родных мест и часть сулиотов отправилась к Превезе. Невзирая на договор Али-паша приказал истребить сулиотов. Застигнутые внезапным нападением, сулиоты направились в монастырь Залонгу, где нападавшие устроили бойню. Чтобы не быть обесчещенными воинами Али-паши Тепеленского женщины с детьми бросились в пропасть с вершины Стефани, исполнив перед этим хороводный танец. В 1961 году на вершине установлен монумент (скульптор Йоргос Зонголопулос, архитектор П. Карадинос).

## Сообщество Камарина
В сообщество Камарина (Κοινότητα Καμαρίνας) входит деревня Профитис-Илиас. Население 255 человек по переписи 2011 года. Площадь 15,609 км².
| Населённый пункт | Население (2011), человек |
| ---------------- | ------------------------- |
| Камарина         | 243                       |
| Профитис-Илиас   | 12                        |

## Население
| Год  | Население, человек |
| ---- | ------------------ |
| 1991 | 388                |
| 2001 | 323                |
| 2011 | ↘ 243              |